# Onthophagus pardalis
Onthophagus pardalis là một loài bọ cánh cứng trong họ Bọ hung (Scarabaeidae).